# Ocolena, Putila
Ocolena (în ucraineană Околена, transliterat Okolena și în germană Okolena) este un sat în raionul Putila din regiunea Cernăuți (Ucraina), depinzând administrativ de comuna Răstoace. Are 104 locuitori, preponderent ucraineni (huțuli).
Satul este situat la o altitudine de 524 metri, pe malul râului Ceremuș,  în partea de nord a raionului Putila.

## Istorie
Localitatea Ocolena a făcut parte încă de la înființare din regiunea istorică Bucovina a Principatului Moldovei. După anexarea Bucovinei de către Imperiul Habsburgic în anul 1775, localitatea Ocolena a făcut parte din Ducatul Bucovinei, guvernat de către austrieci. 
După Unirea Bucovinei cu România la 28 noiembrie 1918, satul Ocolena a făcut parte din componența României, în Plasa Răstoacelor a județului Storojineț. Pe atunci, majoritatea populației era formată din ucraineni. 
Ca urmare a Pactului Ribbentrop-Molotov (1939), Bucovina de Nord a fost anexată de către URSS la 28 iunie 1940, reintrând în componența României în perioada 1941-1944. Apoi, Bucovina de Nord a fost reocupată de către URSS în anul 1944 și integrată în componența RSS Ucrainene. 
Începând din anul 1991, satul Ocolena face parte din raionul Putila al regiunii Cernăuți din cadrul Ucrainei independente. Conform recensământului din 1989, din 99 locuitori ai satului, 98 s-au declarat ucraineni și unul singur de altă etnie, dar nu român sau moldovean . În prezent, satul are 104 locuitori, preponderent ucraineni.

## Demografie
Componența lingvistică a localității Ocolena
     Ucraineană (99,04%)
     Alte limbi (0,96%)
Conform recensământului din 2001, majoritatea populației localității Ocolena era vorbitoare de ucraineană (99,04%), existând în minoritate și vorbitori de alte limbi.
1989: 99 (recensământ) 
2007: 104 (estimare)